# Glomeridesmus riveroi
Glomeridesmus riveroi är en mångfotingart som beskrevs av Ralph Vary Chamberlin 1950. Glomeridesmus riveroi ingår i släktet Glomeridesmus och familjen Glomeridesmidae. Inga underarter finns listade i Catalogue of Life.